# Csitorgarh
Csitorgarh (hindiül: चित्तौड़गढ़, angolul: Chittorgarh) város India ÉNy-i részén, Rádzsasztán államban. Udaipurtól közúton kb. 110 km-re ÉK-re, Lakossága 116 ezer fő volt 2011-ben.
A meredek, sziklás hegyen elterülő Csitorgarh a mévári Sziszódijá-dinasztia uralkodóinak a fővárosa volt a 13. és 16. század között. Rádzsasztán legnagyobb vára a város felett magasodik. A kulturális világörökség része.

## A vár
Hét masszív kapu vezet a várba. A 2,8 km²-en elterülő vár alapítását a 7. századra teszik. 8 - 16. századi romos palotái, templomai és tornyai között csak kevés maradt épen. A főbb épületek:
- Káliká Mata-templom, amely a 8. század elején alapított és 1300-ban lerombolt Nap-templomra épült
- Kumbhá Sjám-templom (8. század)
- Sati-Ground templom és a Ksemankari-templom (9. század)
- Kirti Sztambhá hétszintes torony (12-13. század)
- Mahavíra templom (14. század)
- Ráná Kumbhá-palota (15. század)
- Mira Bai templom (15. század)
- Győzelmi torony (Vidzsaj Sztambhá) (15. század)
- Padmini Palota (16-19. század), mellette pedig egy tópavilon
- Fateh Prakás Palota. Múzeum, ahol a helyszínen talált szobrokat állították ki

## Galéria

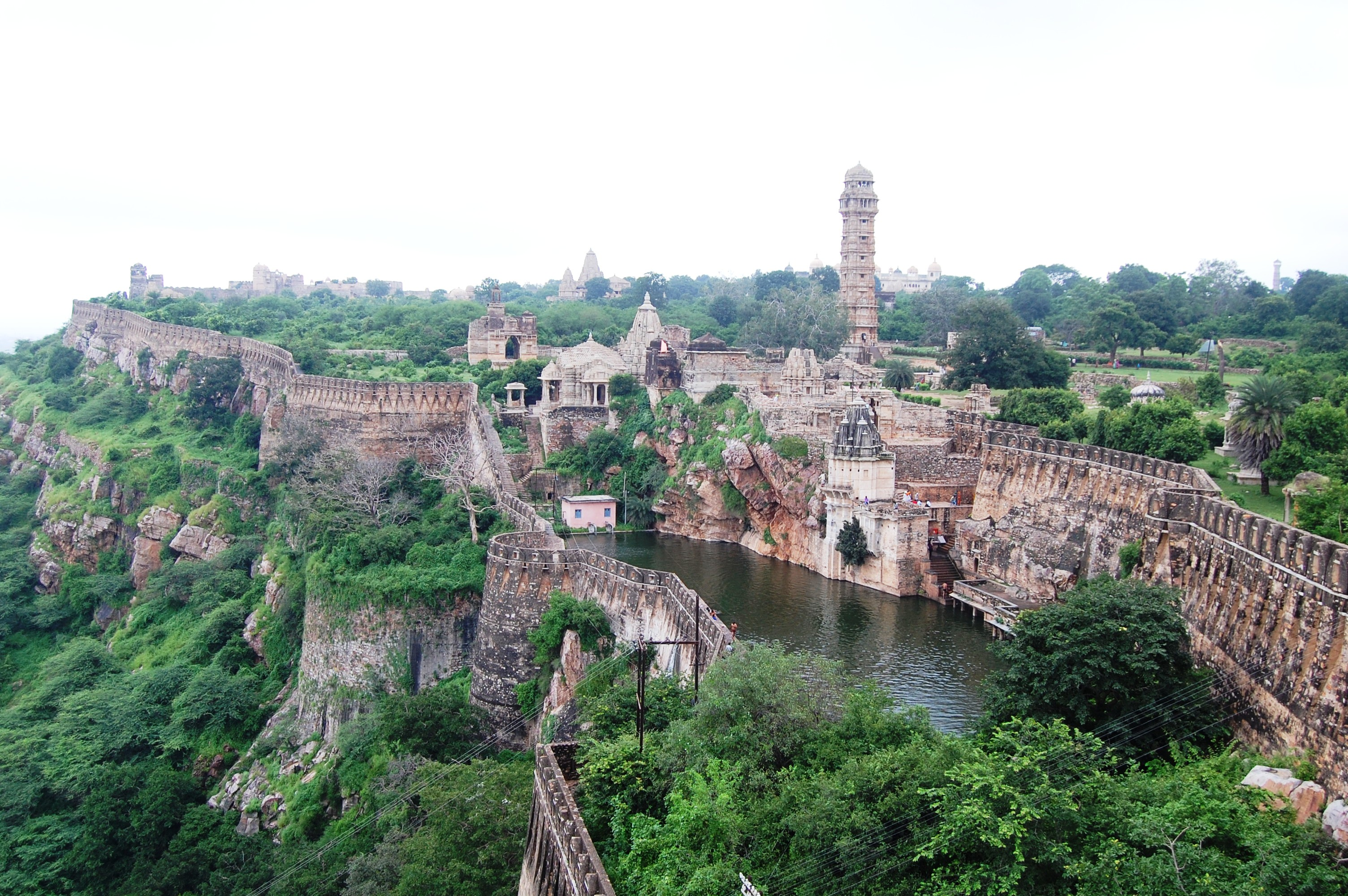
A város erődje
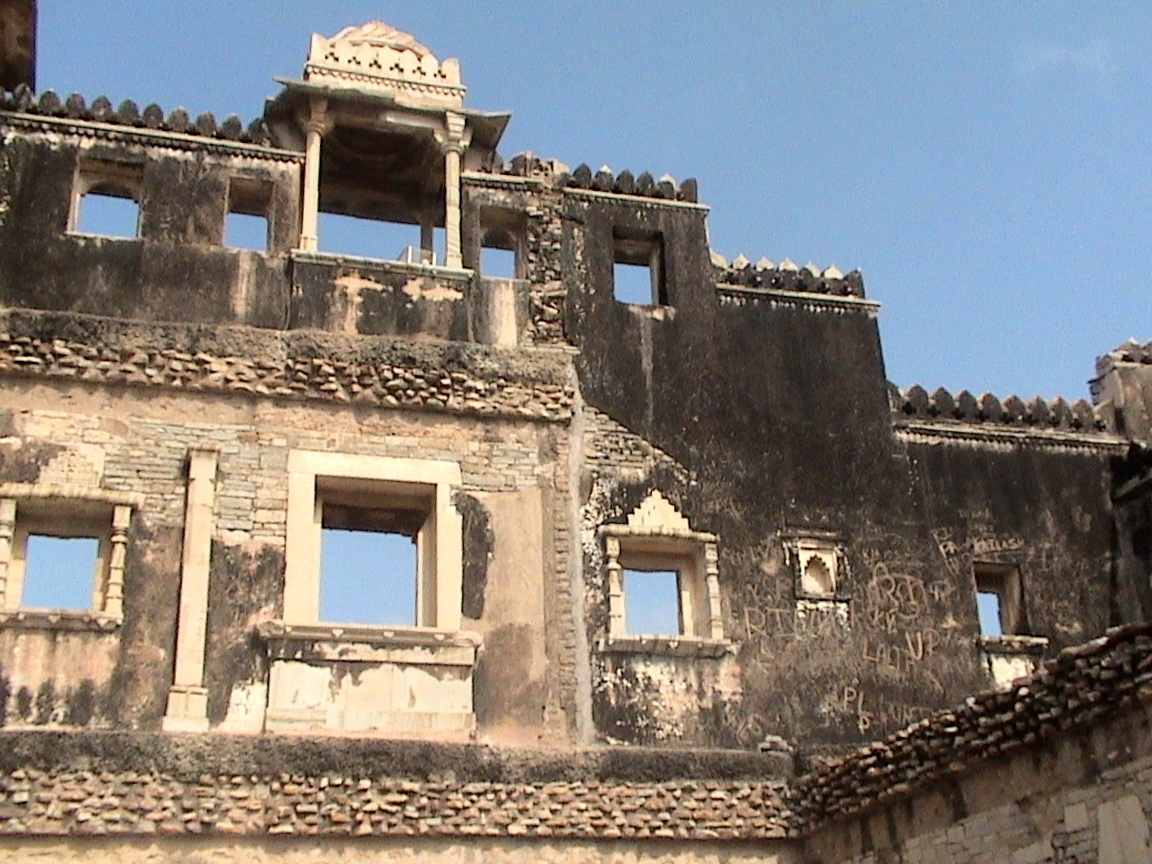
Az erőd egy része
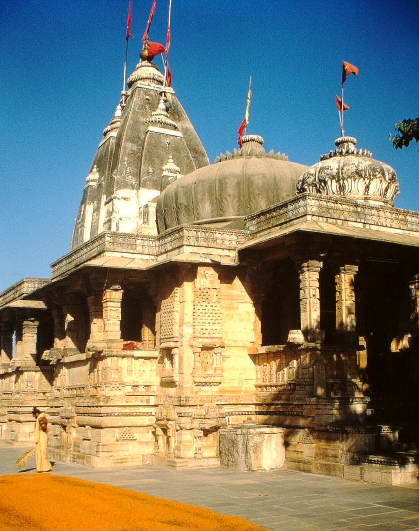
Kálilá Mátá-templom
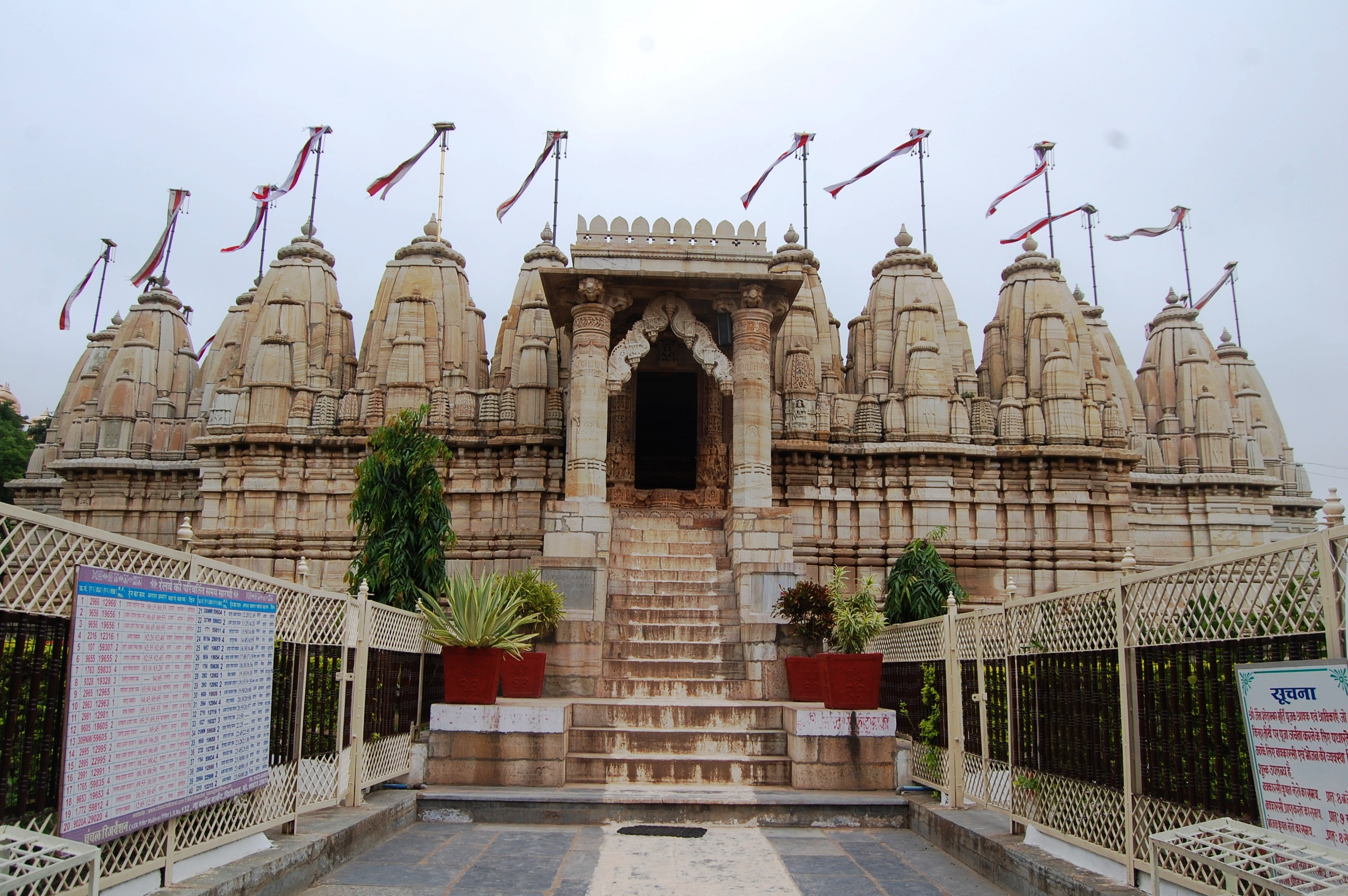
Dzsaina templom
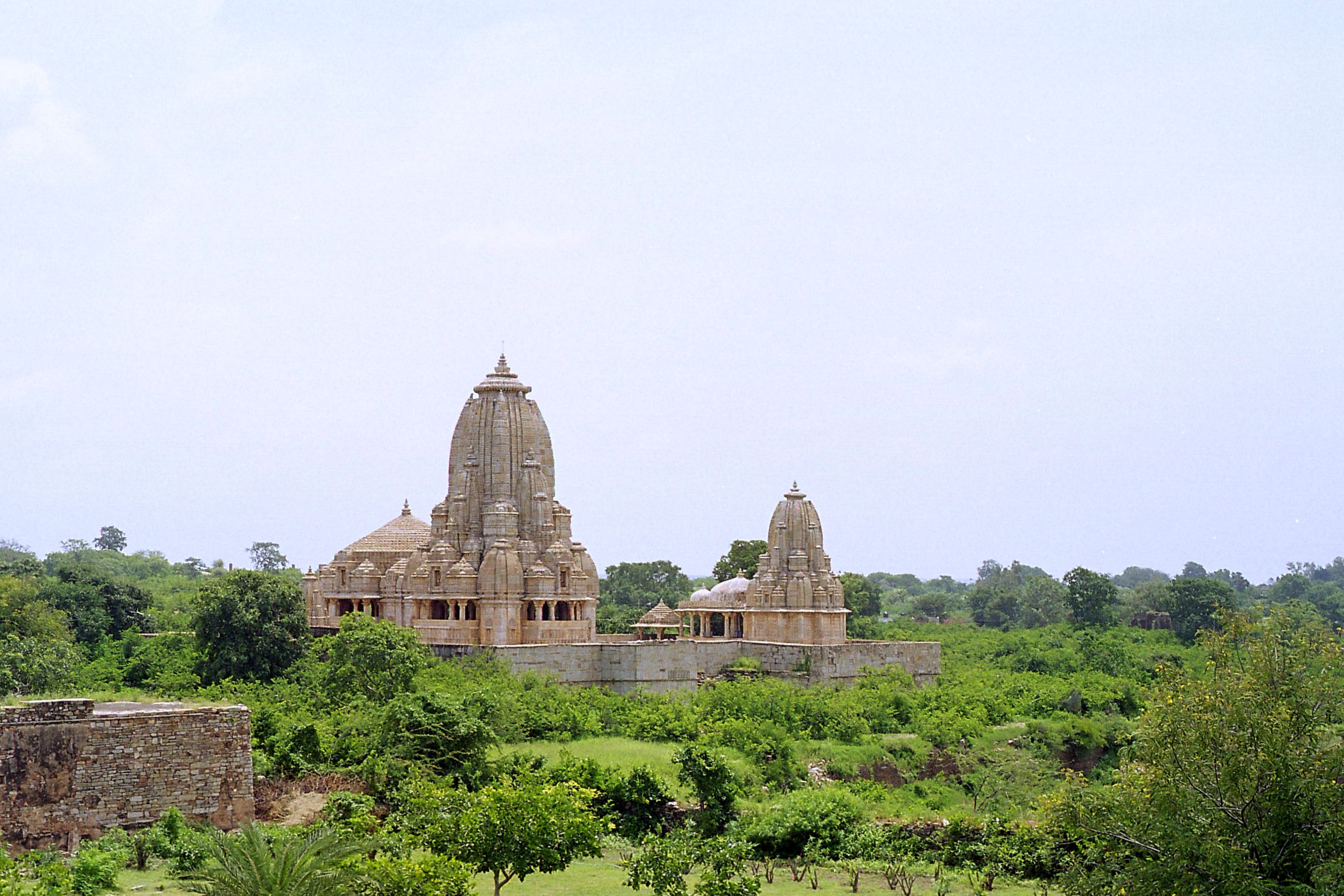
Kumbhá Sjám-templom
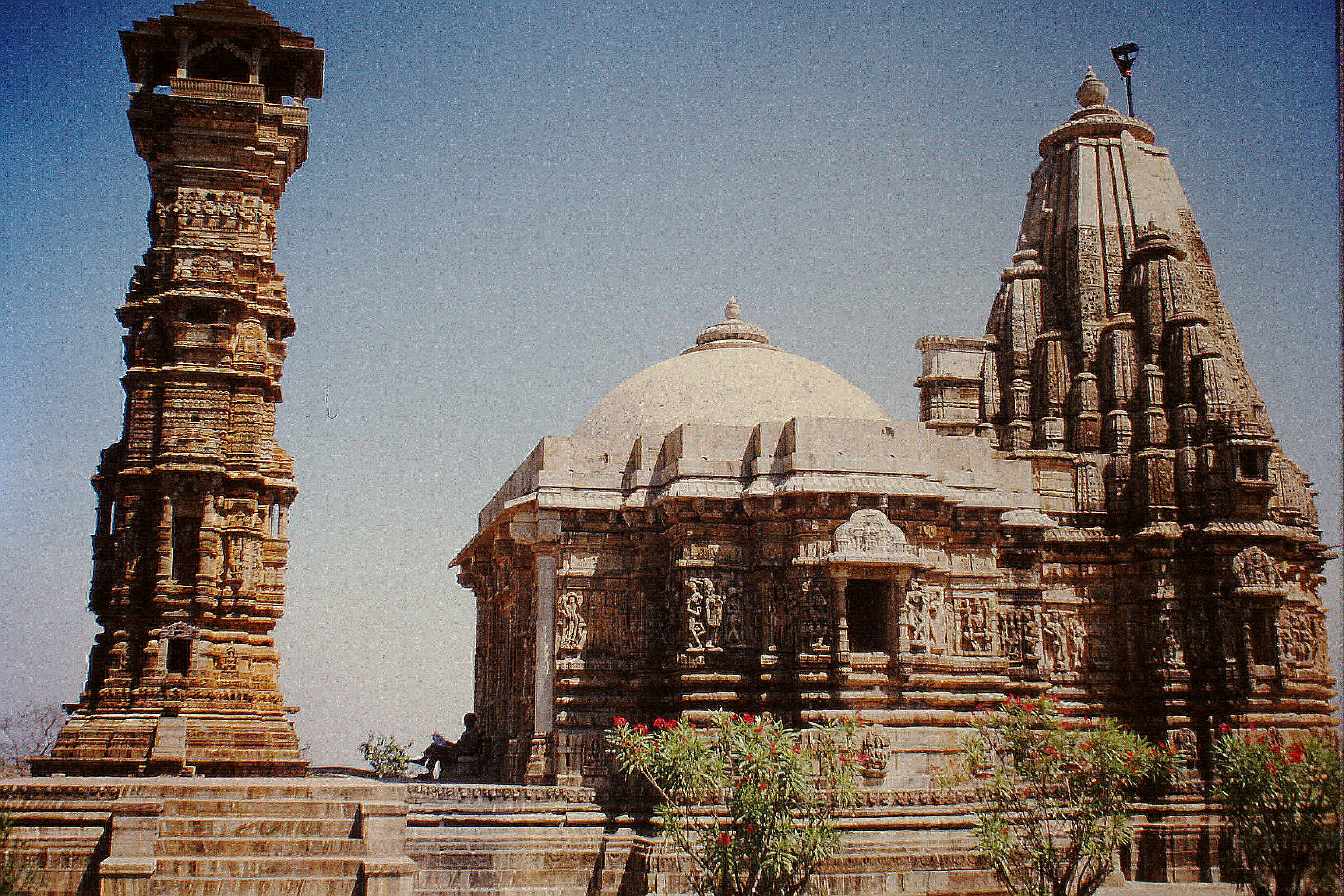
Kírti Sztambhá és a Mahavíra-templom
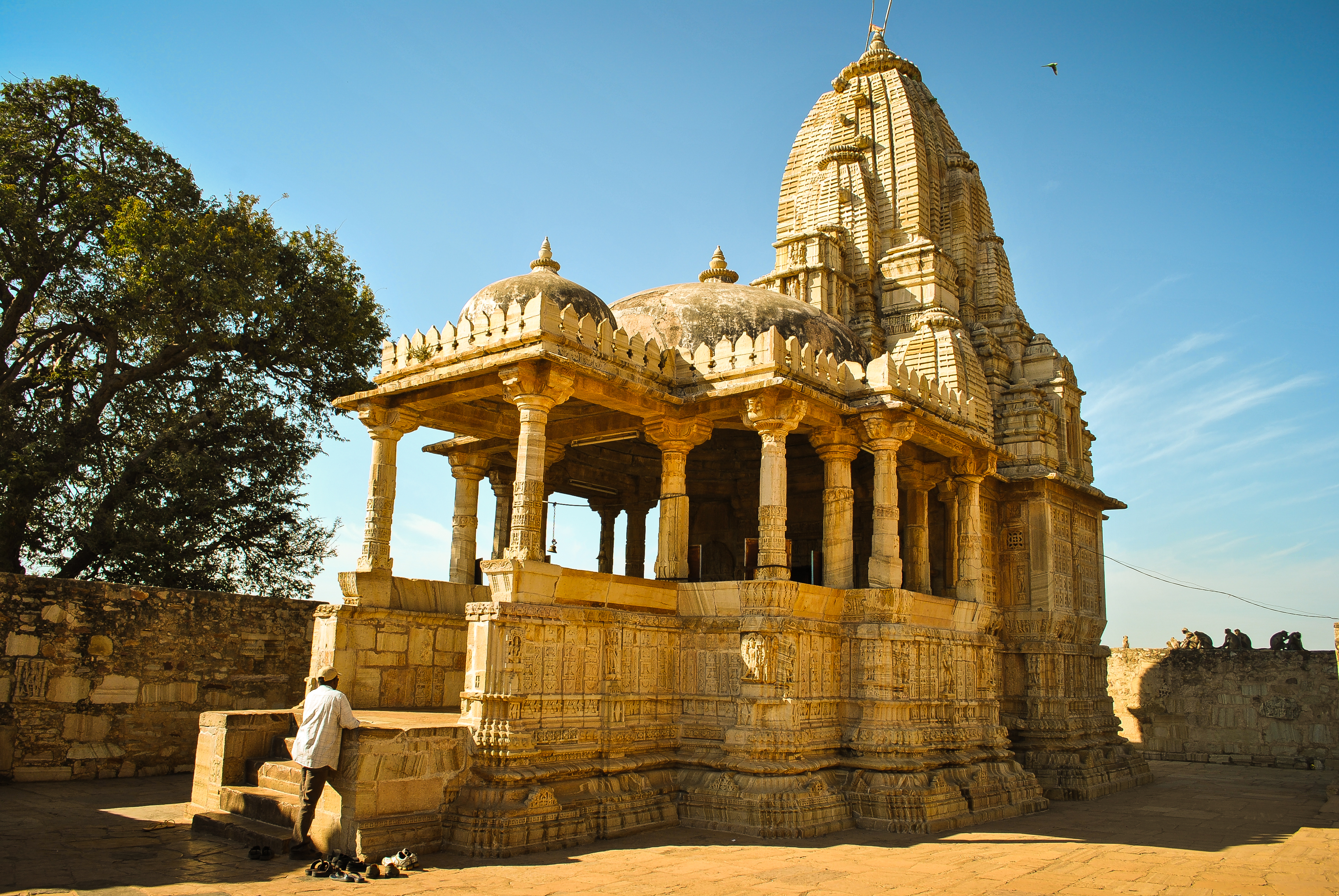
Chittore Garh
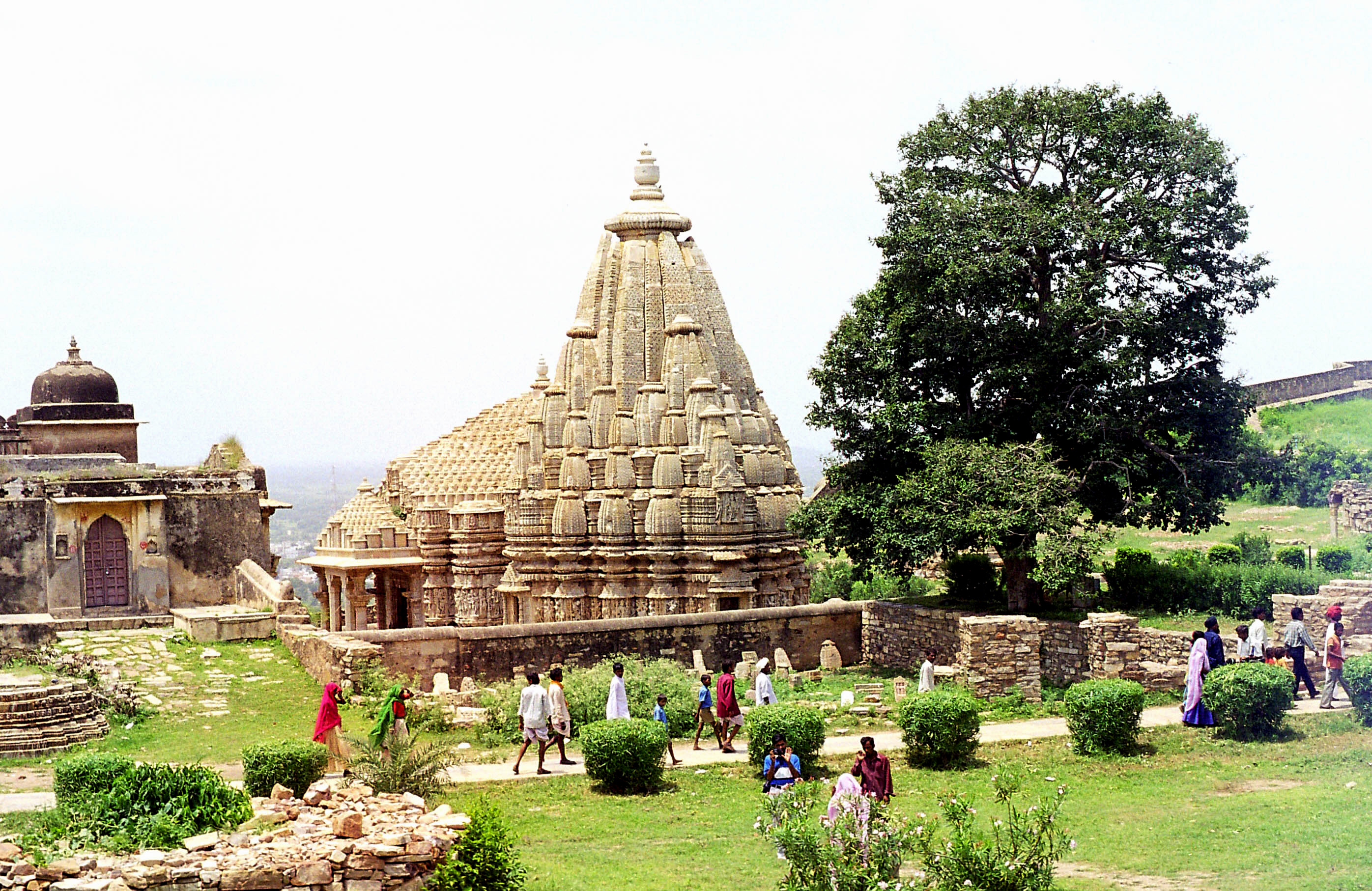
Samiddheshwara-templom

## Fordítás
- Ez a szócikk részben vagy egészben  a   Chittorgarh című német Wikipédia-szócikk fordításán alapul.  Az eredeti cikk szerkesztőit annak laptörténete sorolja fel. Ez a jelzés csupán a megfogalmazás eredetét és a szerzői jogokat jelzi, nem szolgál a cikkben szereplő információk forrásmegjelöléseként.